# Jegal Sung-yeol
Jegal Sung-yeol (Uijeongbu, Kyungkido, 24 maart 1970) is een voormalig Zuid-Koreaans schaatser. Hij was goed op de 500 en 1000 meter en haalde één medaille op een WK, brons op de 1000 meter bij de wereldkampioenschappen schaatsen afstanden 1996.
Tegenwoordig is Jegal starter bij internationale wedstrijden van de Internationale Schaatsunie.

## Persoonlijk records
| Afstand      | Tijd     | Datum            | Baan    |
| ------------ | -------- | ---------------- | ------- |
| 500 meter    | 35,74    | 28 november 1998 | Calgary |
| 1000 meter   | 1.11,16  | 13 oktober 1999  | Calgary |
| 1500 meter   | 2.01,13  | 11 november 1989 | Inzell  |
| 3000 meter   | 4.23,62  | 12 november 1988 | Inzell  |
| 5000 meter   | 7.31,62  | 26 november 1988 | Inzell  |
| 10.000 meter | 17.17,33 | 27 februari 1987 | Seoel   |

## Resultaten
| Jaar | Olympische Spelen  | WK Afstanden      | WK Sprint | WK Junioren |
| ---- | ------------------ | ----------------- | --------- | ----------- |
| 1988 |                    |                   |           | NC25        |
| 1989 |                    |                   |           | NC21        |
| 1990 |                    |                   | 22e       |             |
| 1991 |                    |                   | 13e       |             |
| 1992 | 12e 500m 26e 1000m |                   | -         |             |
| 1993 |                    |                   | 18e       |             |
| 1994 | 30e 500m 39e 1000m |                   | -         |             |
| 1995 |                    |                   | 12e       |             |
| 1996 |                    | 5e 500m · 1000m   | 4e        |             |
| 1997 |                    | NS2 500m 9e 1000m | 5e        |             |
| 1998 | 16e 500m 30e 1000m | -                 | 28e       |             |

- = geen deelname